# Anne Skovgaard
Anne E. Skovgaard (* 1955; † am oder vor 31. Oktober 2024; geborene Anne Forrest, in erster Ehe Anne Statt) war eine dänische Badmintonspielerin englischer Herkunft. Sie war die Ehefrau von Steen Skovgaard und Mutter von Christian Skovgaard, beides ebenfalls erfolgreiche Badmintonspieler.

## Karriere
Noch für England als Anne Statt startend gewann sie 1978 bei der Badminton-Europameisterschaft Gold im Damendoppel. Als Anne Skovgaard gewann sie in der Saison 1979/1980 die German Open mit Ehemann Steen. In der gleichen Spielserie siegte sie bei den dänischen Einzelmeisterschaften. 1980 gewann sie bei der Europameisterschaft Gold im Team und Bronze im Damendoppel. 1983 gab es noch einmal Bronze im Doppel.

## Sportliche Erfolge
| Saison    | Veranstaltung                               | Disziplin   | Platz | Name |
| --------- | ------------------------------------------- | ----------- | ----- | --- |
| 1972      | Welsh International                         | Damendoppel | 1     | Anne Statt / Kathleen Whiting |
| 1975      | Welsh International                         | Damendoppel | 1     | Anne Statt / Margo Winter |
| 1977      | Welsh International                         | Damendoppel | 1     | Anne Statt / Jane Webster |
| 1977      | Portugal International                      | Damendoppel | 1     | Karen Bridge / Anne Statt |
| 1978      | Swedish Open                                | Damendoppel | 1     | Nora Perry / Anne Statt |
| 1978      | Europameisterschaft                         | Damendoppel | 1     | Nora Perry / Anne Statt |
| 1978      | Dutch Open                                  | Damendoppel | 1     | Anne Statt / Nora Perry |
| 1978      | German Open                                 | Damendoppel | 1     | Nora Perry / Anne Statt |
| 1978      | England: Einzelmeisterschaften              | Damendoppel | 1     | Nora Perry / Anne Statt |
| 1979/1980 | Deutschland: Internationale Meisterschaften | Mixed       | 1     | Steen Skovgaard / Anne Skovgaard                                                                                                   |
| 1979/1980 | Dänemark: Einzelmeisterschaften             | Damendoppel | 1     | Lene Køppen / Anne Skovgaard, Gentofte BK                                                                                          |
| 1980      | Europameisterschaft                         | Mannschaft  | 1     | Dänemark (Lene Køppen, Kirsten Larsen, Pia Nielsen, Morten Frost, Flemming Delfs, Steen Fladberg, Steen Skovgaard, Anne Skovgaard) |
| 1980      | Europameisterschaft                         | Damendoppel | 3     | Anne Skovgaard / Dorte Kjær |
| 1980/1981 | Dänemark: Einzelmeisterschaften             | Damendoppel | 1     | Lene Køppen / Anne Skovgaard, Gentofte BK                                                                                          |
| 1981/1982 | Dänemark: Einzelmeisterschaften             | Mixed       | 1     | Steen Skovgaard / Anne Skovgaard, Gentofte BK                                                                                      |
| 1981/1982 | Dänemark: Einzelmeisterschaften             | Mixed       | 1     | Steen Skovgaard / Anne Skovgaard, Gentofte BK                                                                                      |
| 1981/1982 | Dänemark: Einzelmeisterschaften             | Damendoppel | 1     | Lene Køppen / Anne Skovgaard, Gentofte BK                                                                                          |
| 1982      | Europameisterschaft                         | Damendoppel | 3     | Lene Køppen / Anne Skovgaard |
| 1982/1983 | Dänemark: Einzelmeisterschaft der Amateure  | Mixed       | 1     | Steen Skovgaard / Anne Skovgaard, Gentofte BK                                                                                      |
| 1982/1983 | Dänemark: Einzelmeisterschaften             | Mixed       | 1     | Steen Skovgaard / Anne Skovgaard, Gentofte BK                                                                                      |